# Brasão de armas da Grécia
O Brasão de armas da Grécia (grego: Εθνόσημο της Ελλάδας) consiste num escudo azul com uma cruz branca totalmente cercada por dois ramos de louro. O emblema é pintado ou tecido, principalmente sobre os chapéus, uniformes e botões dos militares, das forças de segurança.

## História
O emblema nacional grego foi previsto pela Constituição de Epidauros de 1 de Janeiro de 1822 e foi estabelecido por decreto em 15 de Março do mesmo ano.
Desde que foi criado o primeiro emblema, ele foi sofrendo muitas mudanças na forma e no design, principalmente devido a mudanças de regime. O original retratava a deusa Atena e uma coruja. No momento da Capodistrias, o primeiro primeiro-ministro da Grécia moderna, a Phoenix, o símbolo do renascimento, foi adicionado ao emblema. Durante o reinado do Rei bávaro Otto da Grécia, o brasão real de armas, coroado com dois leões segurando o escudo com a coroa real, tornou-se o símbolo nacional do país. Com a chegada do rei Jorge I da Grécia, o brasão de armas foi substituído e inspirado na versão dinamarquesa. Após a Grécia tornar-se uma república em 1924, o emblema nacional consistia numa simples cruz branca sobre um escudo azul. As armas reais retornaram com a restauração da monarquia, em 1935 e foram utilizados até 1973, quando o então dirigente da junta militar aboliu a monarquia grega.